# بوب برادلي
بوب برادلي، من مواليد 3 مارس 1958، مدرب المنتخب الأمريكي لكرة القدم السابق.

## المسيرة
بوب برادلي من مواليد 3 مارس 1958 في مونت كلير بولاية نيوجيرسي الأمريكية، ظهر نجم بوب برادلى حين كان يلعب كرة القدم في مدرسة غرب إكسيس العليا ثم انتقل إلى جامعة برينستون ومارس اللعبة إيضاً، التحق ببرنامج إدارة العلوم الرياضية بجامعة أوهايو عام 1981، وبدا برادلى عمله حين أصبح مديرا فنيا لفريق كرة القدم لجامعه أوهايو في الثانية والعشرين من العمر، ثم عمل برادلى كمساعد للمدير الفنى بروس أرينا بجامعه فرجينيا لمدة سنيتن تولى بعدها قياده الفريق من 1984 إلى 1995 حيث فاز مرتين بدورى الجامعات.
في عام 1996 بدأ بوب برادلى العمل في دوري الدرجة الأولى الأمريكي كمساعد في فريق دي.سي. يونايتد ثم بعد سنتين تولى برادلى قيادة فريق شيكاغو فاير كمدير فنى حيث حصل معهم لأول مرة في تاريخهم على كأس MLS Cup وUS Cup في عام 1998 وبناء على ذلك حصل على أفضل مدير فنى في الدوري الأمريكي لكرة القدم كما حصل على الجائزة الفضية عندما فاز فريقة في عام 2000 بكأس بطولة أمريكا المفتوحة (الولايات المتحدة الأمريكية وكندا)، بعد بطولة دورى 2002 استقال برادلى من فريق شيكاجو فاير وعمل كمدير فنى لفريق مترو ستارز وفي حدث تاريخي وصل بفريقه إلى نهائي بطولة أمريكا الفتوحة لكرة القدم 2003.وبعد موسم 2003 تم الاستغناء عنه بعد سلسلة من النتائج المخيبة لفريقه.
في 2005 تولى برادلى قياده فريق لوس أنجلوس تشفياس الأمريكي حيث كان يعانى الفريق من سلسلة من النتائج المخيبة هذا الموسم ولكن برادلى استطاع إخراج جيل من الشباب الذي التحق بالمنتخب الأمريكي للشباب وخسر وقاده للمركز الثالث في بطولة المقاطعة الغربية وخسر في مباراة فاصلة الكأس ضد فريق دينامو هيوستن.
بعد النتائج المخيبة لفريق كرة القدم الأمريكية في كأس العالم 2006 تولى برادلى المهمة وعمل على إعداد خطة للعمل تعتمد على لاعبيين صغار السن لاعدادهم لقيادة الفريق حتى 2014.
وبدأت فترة ولايتة كمدير فنى بسلسلة من النجاحات بدءها بالفوز على فريق المكسيك 2-0 وبعد فترة أعلن اتحاد كرة القدم الأمريكية عن ان المدير الفنى الرسمي للمنتخب الأول هو بوب برادلى عام 2007 واستمرت سلسلة من النجاحات حيث قاد الفريق إلى نهائي بطولة الكأس الذهبية (الكونكاكاف) بعد خسارته في مباراة مثيرة أما المكسيك بنتيجة 2-1 لصالح الأخير وفي أول سنة له كمدير فنى أستطاع تحقيق 12 فوز وتعادل وحيد وخسارة خمس لقاءات ولم لو يهزم الفريق في 10 لقاءات متتالية لمده خمس شهور.
وفى بطولة كوبا أمريكا خسر الفريق الأمريكي جميع مبارياته ضد الأرجنتين وبارجواي وكولومبيا وفي عام 2009 حصل على المركز الثاني في بطولة القارات وفي هذه البطولة قد أستطاع هزيمة الفريق المصنف الأول على العالم المنتخب الإسباني وتم ترشيحه لتولي عدة أندية كبرى مثل أستون فيلا الإنجليزي لكنه رفض وفضل الأستمرار مع منتخب أمريكا.
وقاد برادلي منتخب أمريكا للظهور في نهائيات كأس العالم 2010 بجنوب أفريقيا وصعد للدور الثاني.
وقاد برادلى المنتخب الأمريكي إلى نهائي بطولة الكونكاكاف عام 2011 وبعدها رأى انه لن يضيف جديد للمنتخب الأمريكي فقرر التخلى عنه والبحث عن فرصة جديدة إلى أن أستقر برادلى على قيادة منتخب مصر الأول، ووقع عقداً لتدريب منتخب مصر لكرة القدم حتى يوليو 2014، وقد قدم خطة للمنتخب للتأهل إلى كأس العالم 2014.
و فاز مع المنتخب المصري في 2 من المباريات الرسمية وخسر مباراة واحدة رسمية وتعادل مباراة رسمية.

## انجازات برادلي كمدرب
- الوصول لكأس العالم لكرة القدم عامي 2010-2006
- وصيف كأس القارات عام 2009 بعد الخسارة من البرازيل بنتيجة 3-2
- بطل بطولة الكونكاكاف الكأس الذهبية عام 2007 علي حساب المكسيك

## الحياة الأسرية
ابنه مايكل برادلي لاعب كرة قدم محترف يلعب لكييفو فيرونا في الدوري الإيطالي وقد شارك في تمثيل المنتخب الأمريكي تحت قيادته في مونديال جنوب أفريقيا 2010.

## معرض صور

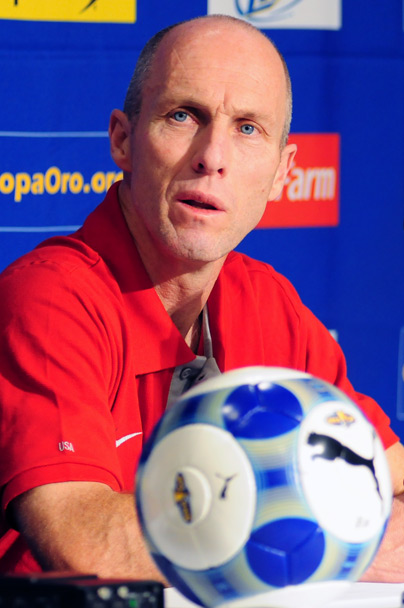
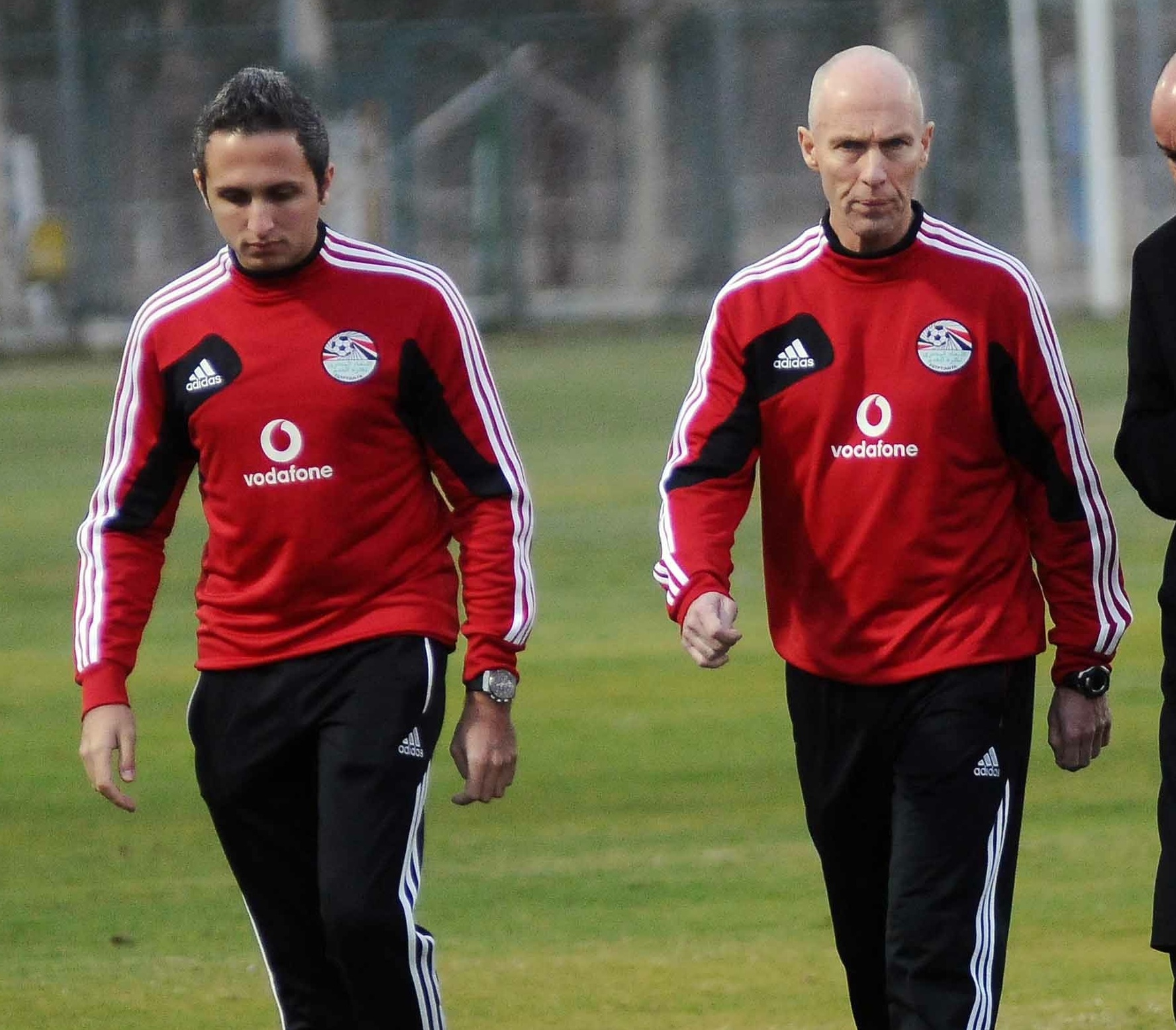
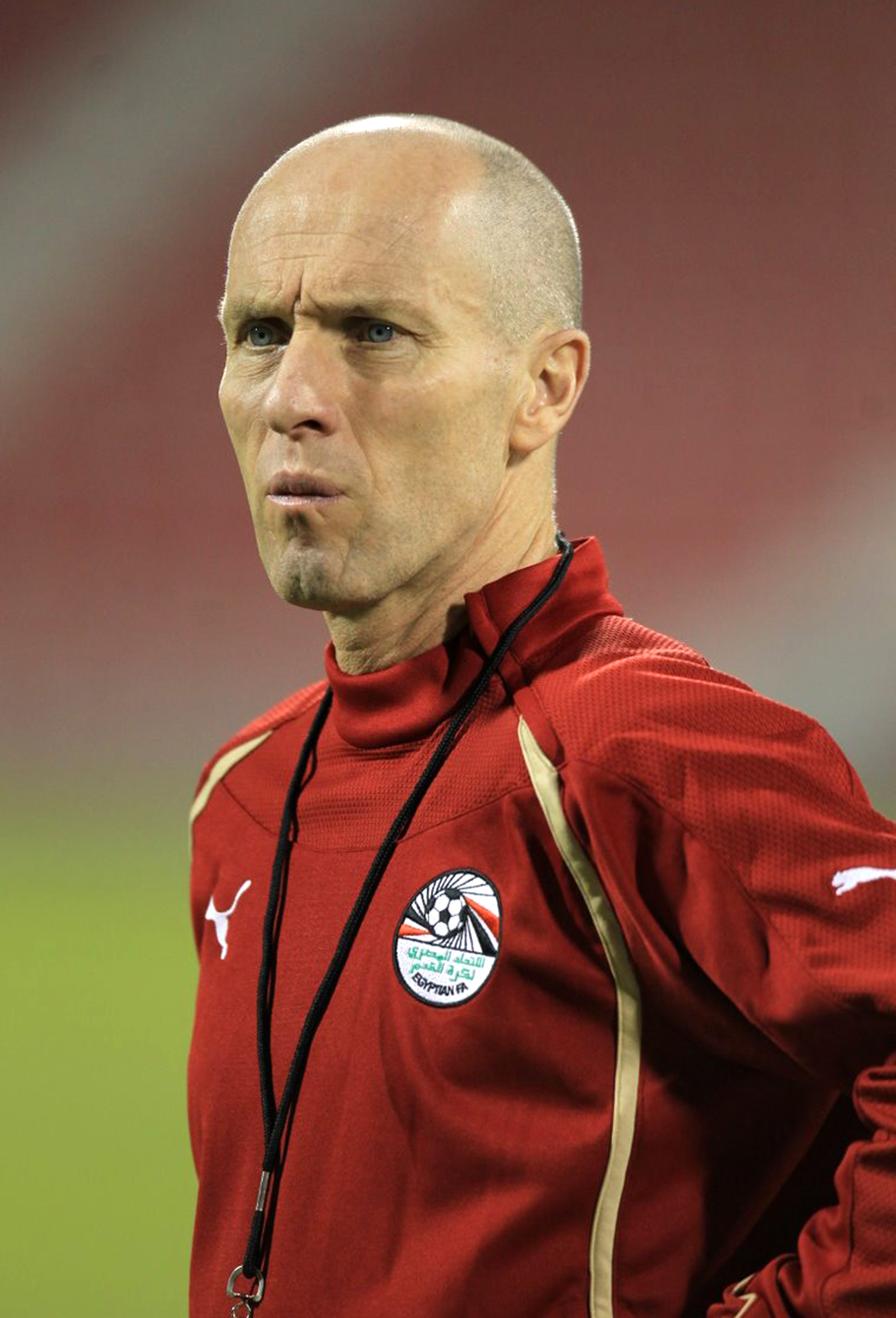